# LiberoReporter
LiberoReporter era una pubblicazione mensile italiana che si occupava di approfondimenti di politica, attualità e cultura. Nel corso del tempo, LiberoReporter si trasformò in un network di giornali online.
La rivista era stata fondata nel febbraio 2006 dal giornalista Gaetano Baldi, attuale direttore responsabile, e da Daniela Russo, giornalista ed attuale direttore editoriale e aveva iniziato le pubblicazioni con il numero di marzo 2006. La testata era di proprietà dell'Associazione Libero Confronto ed era edita da Associazione LiberoReporter. L'editore dichiarava nel 2008 una tiratura media di 30 000 copie con distribuzione nelle edicole a livello nazionale. Nel 2012 la testata venne trasferita in Svizzera ed internazionalizzata.

## Contenuti
Per quanto riguarda l'approfondimento politico, la linea editoriale è di tipo indipendente, senza un'area di riferimento e con posizioni equamente critiche.
La parte culturale affronta approfondimenti a tema su argomenti quali archeologia, territorio, arte, musica, cinema evitando l'informazione di tipo gossip.
La sezione di attualità affronta in modo particolare le tematiche legate all'ambiente, all'energia e alla ricerca scientifica.
A partire da settembre 2006 la rivista ha anche una versione su internet con aggiornamenti in tempo reale. Dopo il trasferimento in Svizzera il network si è espanso con vari siti tematici.

## Collaboratori principali
- Gaetano Baldi, direttore responsabile del quotidiano online LiberoReporter e del network.
- Daniela Russo, direttore editoriale del quotidiano online LiberoReporter e del network
- Ferdinando Pelliccia, giornalista
- Johann Rossi Mason, giornalista, medicina e ricerca
- Truman Siciliano, pseudonimo di Gaetano Baldi.